# Erich Ochs

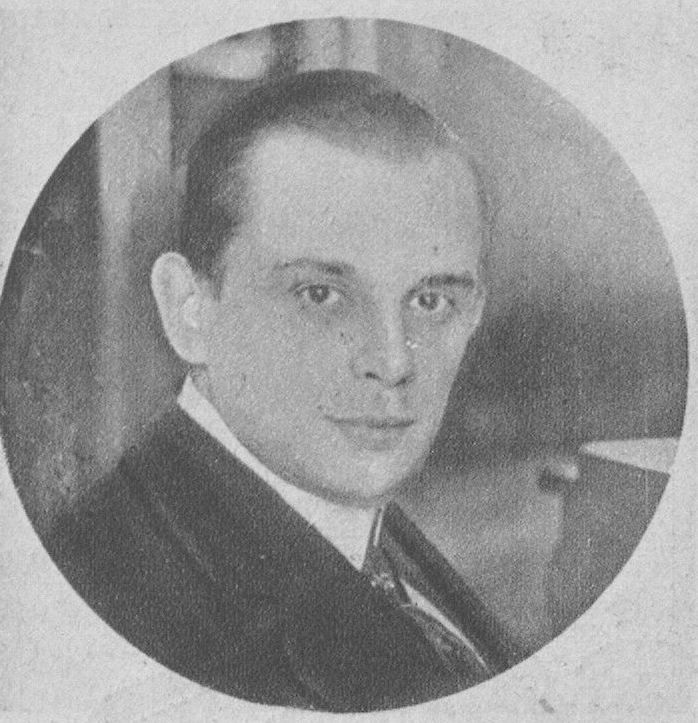
Erich Ochs, um 1924

Erich Ochs (* 7. Juni 1883 in Wismar; † 8. November 1951 in Berlin) war ein deutscher Hochschullehrer und Kapellmeister. 

## Leben
Ochs wurde als Sohn des Hofkapellmeisters Traugott Ochs (19. Oktober 1854 – 27. August 1919) und der Hedwig Schladitz in Wismar geboren. Er besuchte die Universität in Berlin und war später von 1907 bis 1908 Kapellmeister am Stadttheater Elberfeld. Danach war er bis 1910 Zweiter Kapellmeister und Chordirigent am Stadttheater Posen. In den Folgejahren führten ihn mehrere Konzertreisen unter anderem nach Südamerika, so war er zwischen 1914 und 1915 in Argentinien, später spielte er auch in Schweden. Von 1918 bis 1919 war er Zweiter Kapellmeister an der Schauburg in Gent.